# Vel's Parnelli Jones Racing
Vel’s Parnelli Jones Racing, plus connue sous les dénominations Parnelli ou VPJ  est une ancienne écurie de sport automobile américaine fondée par le pilote américain Parnelli Jones et Vel Miletichen. En plus de ses engagements en championnats USAC et aux 500 miles d'Indianapolis, l'écurie a participé à trois championnats du monde de Formule 1 entre 1974 et 1976. En 16 Grands Prix, Mario Andretti, unique pilote de l'équipe a inscrit un total de 6 points, réalisé 1 meilleur tour en course et pris la tête d'un Grand Prix pendant 10 tours. La meilleure qualification d'une Parnelli est une 3e place acquise au Grand Prix des États-Unis en 1975 et son meilleur résultat est une quatrième place lors du Grand Prix de Suède en 1974. Au championnat des constructeurs, le meilleur résultat de l'écurie est une 10e place en 1975.

## Historique
L'ancien pilote automobile Parnelli Jones, spécialistes des courses USAC et vainqueur des 500 miles d'Indianapolis en 1963 décide dès le courant 1972 de s'engager en championnat du monde de Formule 1. Il trouve un soutien financier en la personne de Vel Miletichen et du manufacturier de pneus Firestone et recrute Maurice Philippe, designer des Lotus 72. Philippe conçoit dans un premier temps les monoplaces destinées au programme USAC et confiées à Mario Andretti, Joe Leonard et Al Unser. Philippe se consacre également à la mise au point de la VPJ4, une monoplace en aluminium destinée à recevoir un moteur Cosworth. La principale caractéristique de cette voiture est de posséder des freins de type "in-board", c'est-à-dire installés dans le châssis et non directement fixés sur les moyeux de roues. 
L'écurie Parnelli fait ses débuts en Formule 1 à l'occasion du Grand Prix du Canada où Andretti se qualifie en 16e position sur 25 partants et 30 engagés. Andretti réalise une course solide, grimpant peu à peu vers le haut du classement pour terminer à la porte des points, en 7e position. Lors du Grand prix suivant, à Watkins Glen, Andretti réalise un véritable exploit en hissant sa monoplace en seconde ligne, à trois dixièmes de seconde de la pole position de Carlos Reutemann. Malheureusement, Andretti ne profite pas de sa troisième place sur la grille car il part à la faute dès le premier tour. Il reçoit de l'aide pour reprendre la piste et est immédiatement disqualifié.
En 1975, John Barnard prend les rênes de l'équipe technique, Maurice Philippe se consacrant à la conception de la nouvelle monoplace de la série USAC. La principale évolution de la monoplace consiste à remplacer les freins in-board par des freins classiques afin d'améliorer l'adhérence du train avant et de faire mieux fonctionner les pneumatiques. Firestone ayant cessé toute implication en compétition, les pneus sont désormais des Goodyear qui ne supportent pas les freins in-board. La saison est mitigée pour Andretti qui réalise quelques exploits mais est trop souvent trahi par sa machine. Ainsi, il se qualifie en 6e position à Kyalami, en 4e au Grand Prix suivant à Montjuich et en 5e en fin de saison, à domicile à Watkins Glen mais doit renoncer avant terme à chaque fois. Il inscrit toutefois les premiers points de l'équipe lors du Grand Prix de Suède où il se classe quatrième à moins d'une minute du vainqueur Niki Lauda, et poursuit sur sa lancée en France, au Castellet en terminant cinquième, là encore à une minute de Lauda.
En 1976, faute de budget, Parnelli ne peut mettre en chantier une nouvelle monoplace et ne parvient pas à trouver un commanditaire lui permettant de remplacer Firestone. Les relations se tendent avec Mario Andretti qui ne sait pas s'il va pouvoir prendre part à toutes les épreuves du championnat. La VPJ4 évolue timidement en VPJ4B mais l'écurie ne prend pas part au premier Grand prix de la saison au Brésil. Par contre, à l'occasion de la seconde épreuve de l'année, à Kyalami, Andretti, qualifié en milieu de grille, parvient à inscrire le point de la sixième place. Il s'agit en fait du chant du cygne de l'écurie qui ne s'aligne ensuite que pour son Grand Prix national à Long Beach. Ce n'est qu'une fois installé dans sa monoplace qu'Andretti apprend de la bouche du journaliste sportif Chris Economaki que Parnelli se retire de la Formule 1 pour se consacrer aux courses américaines.
Mario Andretti terminera la saison chez Team Lotus tandis que Parnelli mit à profit ses trois campagnes en Formule 1. En effet, en 1976, Parnelli devient la première écurie à développer une version turbocompressée du bloc Cosworth. Cette initiative reçoit rapidement le soutien de Cosworth et permettra la conception du célèbre Cosworth DFX, moteur qui remportera toutes les éditions des 500 miles d'Indianapolis et tous les championnats USAC et CART entre 1978 et 1987.

## Résultats en championnat du monde de Formule 1
| Saison | Écurie                      | Châssis        | Moteur           | Pneus     | Pilotes        | Grands Prix disputés | Points inscrits | Classement |
| ------ | --------------------------- | -------------- | ---------------- | --------- | -------------- | -------------------- | --------------- | ---------- |
| 1974   | Vel's Parnelli Jones Racing | Parnelli VPJ4  | Ford-Cosworth V8 | Firestone | Mario Andretti | 2                    | 0               | Non classé |
| 1975   | Vel's Parnelli Jones Racing | Parnelli VPJ4  | Ford-Cosworth V8 | Goodyear  | Mario Andretti | 12                   | 5               | 10e        |
| 1976   | Vel's Parnelli Jones Racing | Parnelli VPJ4B | Ford-Cosworth V8 | Goodyear  | Mario Andretti | 2                    | 1               | 13e        |

## Victoires en Formule 5000 US
(avec Andretti, deuxième du championnat à deux reprises lors de ses deux années de présence, sur Lola T332-Chevrolet V8)
- 1974 : Watkins Glen, Road America et Riverside (Lola T332-Chevrolet V8)
- 1975 : Mosport, Road America, Laguna Seca et Riverside (Lola T332-Chevrolet V8)